# Hank Pym
Dr. Henry "Hank" Jonathan Pym är en superhjälte från Marvel Comics skapad av Stan Lee, Larry Lieber och Jack Kirby. 
Hank Pym är en fantastisk vetenskapsman med särskild kunskap inom partikelfysik och robotik. På listan över bedrifter kan man nämna att han skapade den artificiella intelligensen Ultron och även ett instrument som hjälpte honom att kontrollera och kommunicera med insekter, men den största vetenskapliga upptakten var "Pympartiklarna", en ovanlig elementarpartikel som har förmågan att krympa föremål. I och med denna upptäckt lyckades han krympa sig själv till en myras storlek, och blev på så sätt superhjälten Ant-Man. IGN rankade Hank Pym som nr 67 på deras lista "Top 100 Comic Book Heroes".
Dr Pym har haft flera alias, förutom Ant-Man; Giant-Man, Yellowjacket och Goliath. Som Giant-Man och Goliath hade han istället för att krympa förmågan att växa till enorm storlek, genom att använda samma partikel.
En filmatisering med Michael Douglas i rollen som Pym hade biopremiär under 2015.